# 绥芬跛足猛水蚤
绥芬跛足猛水蚤（学名：Mesochra suifunensis）为异足猛水蚤科跛足猛水蚤属的动物。分布于俄罗斯以及中国大陆的海南、广东、广西、福建、江苏、天津等地，一般栖息于咸淡水中，能在纯淡水中生活。